# Singer (entreprise)
Pour les articles homonymes, voir Singer.
L'entreprise Singer a été établie sous le nom I.M. Singer & Co. en 1851 par Isaac Merritt Singer. Principalement connue pour ses machines à coudre, elle a été rebaptisée Singer Manufacturing Company en 1865, puis The Singer Company en 1963. À l'origine, tous ses produits étaient fabriqués dans ses usines à New York.

## Histoire

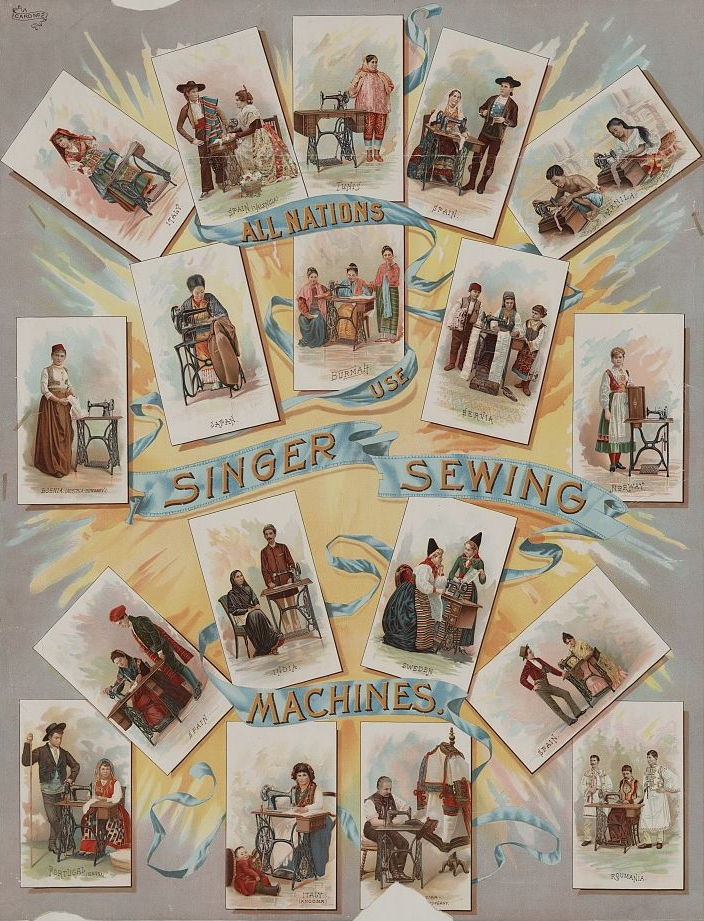
« Toutes les nations utilisent les machines à coudre Singer. »
(Affiche publicitaire de 1892 avec des vignettes dépeignant les lieux suivants : Italie, Espagne, Tunis, Manille, Bosnie, Japon, Birmanie, Serbie, Norvège, Inde, Suède, Portugal, Roumanie).

### Création et expansion
Frederick Gilbert Bourne (en), en tant que président de l'entreprise au tournant du XXe siècle, met sur pied l'une des premières véritables entreprises mondiales en prenant ses repères à travers le monde entier, en établissant des centres de services et de distribution et en construisant des usines dans plusieurs pays.
Le quartier général de la société se trouvait au Singer Building, conçu par l'architecte Ernest Flagg (en), qui a également conçu deux résidences de campagne pour Bourne. Construite en 1906 à New York pendant la présidence de Bourne, la tour Singer était à l'époque la plus grande tour du monde. Sa démolition, en 1967, est intervenue simultanément avec celles de deux autres monuments historiques : Penn Station et l'hôtel Waldorf-Astoria, à la veille de l'expiration du délai de soixante-dix ans d'ancienneté qui aurait permis de les protéger. Cette perte patrimoniale est aujourd'hui considérée comme irréparable par les historiens de la ville.
L'usine Singer de Clydebank construite en Écosse en 1885 devient au début du XXe siècle la plus importante usine de machines à coudre au monde.
Durant les deux guerres mondiales, ses usines participent à l'effort de guerre. Dans les années 1940, elle construit entre autres quelques dizaines d'exemplaires de deux types de missiles pour l'US Navy, les KA2N Gorgon IIA (en) et CTV-N-2 Gorgon IIC (en) et 500 pistolets M1911 qui sont au XXIe siècle très recherchés.

### Diversification
Après la Seconde Guerre mondiale, les machines à coudre Singer ne dominèrent plus le marché mondial comme elles l'avaient fait dans le passé. Elles furent d'abord concurrencées par les produits de firmes allemande (Pfaff), suisse (Elna) et italienne (Vigorelli). Puis arrivent les machines à coudre japonaises vendues à des prix particulièrement compétitifs. Singer tente de résister en lançant en 1954 de nouveaux modèles plus légers, techniquement avancés et aux couleurs attrayantes.
Dans les années 1960, la société se diversifie en acquérant les entreprises :
- Friden Calculating Machine Company en 1965,
- Packard Bell Electronics en 1966
- General Precision Equipment Corporation en 1968, incluant Librascope et The Kearfott Company.

La maison-mère, dont la situation financière est fragile, s'engage dans les années 1960/1970 dans la fabrication de machines à coudre dans les pays d'Asie et ferme la plupart des sites de production en Occident, dont le site emblématique de Clydebank en 1980.
En 1987, Kearfott est restructuré et, en conséquence, opère les scissions suivantes :
- en 1988, la Kearfott Guidance & Navigation Corporation est vendue à l'Astronautics Corporation of America,
- en 1989, la division des machines à coudre est vendue à Semi-Tech Microelectronics, une société de Toronto,
- en 1990, la division Systèmes électroniques est reprise par GEC-Marconi et renommée GEC-Marconi Electronic Systems.

En 1989 Singer est rachetée par la firme chinoise Grande Holdings Ltd qui s'offre Pfaff en 1997 pour 157,5 millions dollars. En 1999 Singer est mis en liquidation judiciaire (bankruptcy protection) à New York, puis rachetée en 2004 par un fonds de Kohlberg & Company (en).

## Situation au XXIesiècle
Aujourd'hui, l'entreprise fabrique plusieurs gammes de produits de consommations réparties en 4 catégories :
- Couture avec des machines à coudre et à broder électroniques ;
- Repassage avec des fers à repasser et tables actives ;
- Nettoyage avec des nettoyeurs vapeurs et des aspirateurs ;
- Électroménager avec des fours à micro-ondes et des machines à café.

Singer fait partie depuis février 2006 du groupe SVP Worldwide, qui possède également les marques Pfaff et Husqvarna Viking. SVP Worldwide est né de la fusion de la marque Singer et du groupe suédois VSM Group AB, tous deux possédés par l'américain Kohlberg & Company.

## Logo

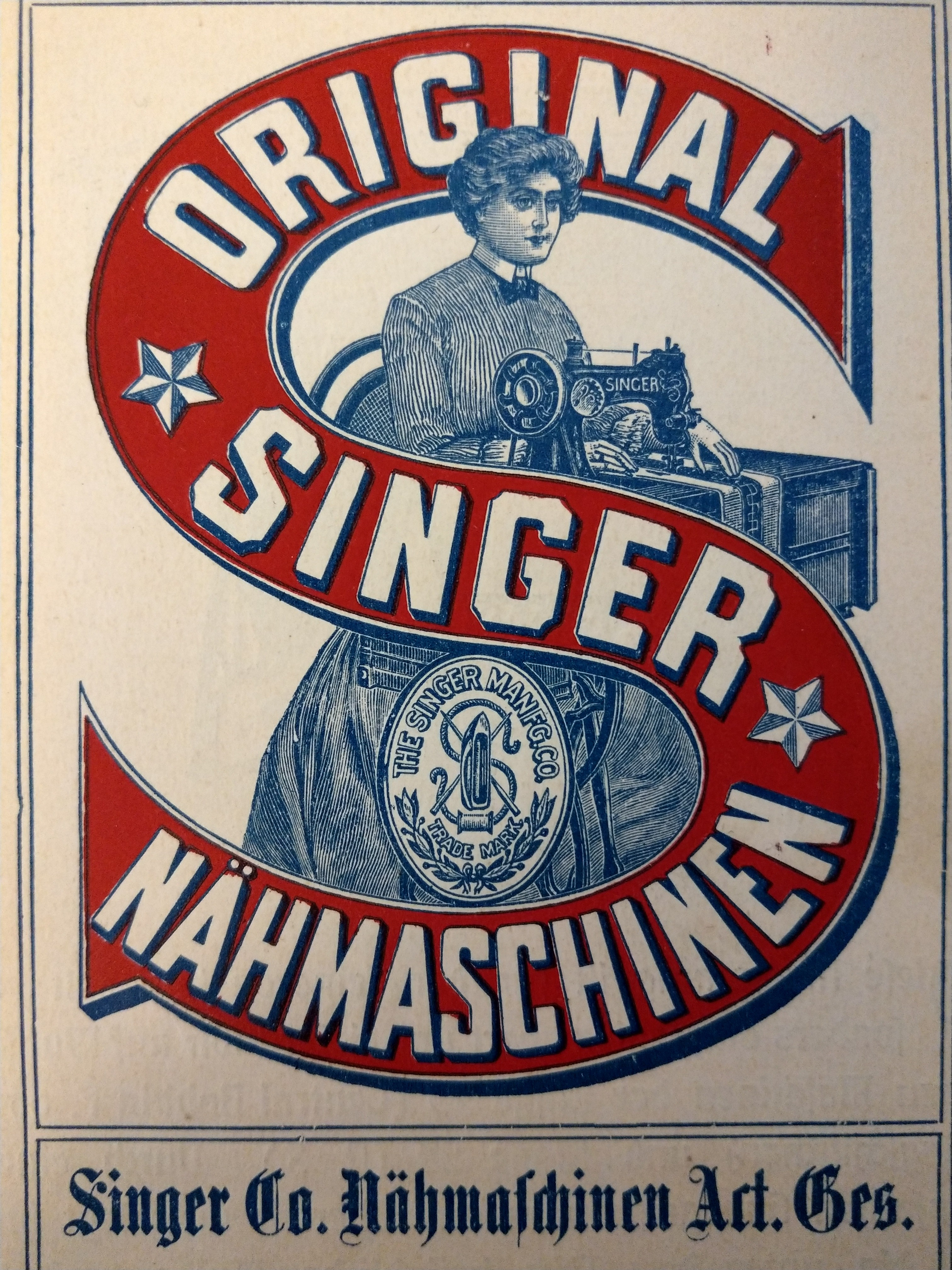
Logo historique de l'entreprise allemande Nähmaschinen Aktien Gesellschaft fondée en 1895.
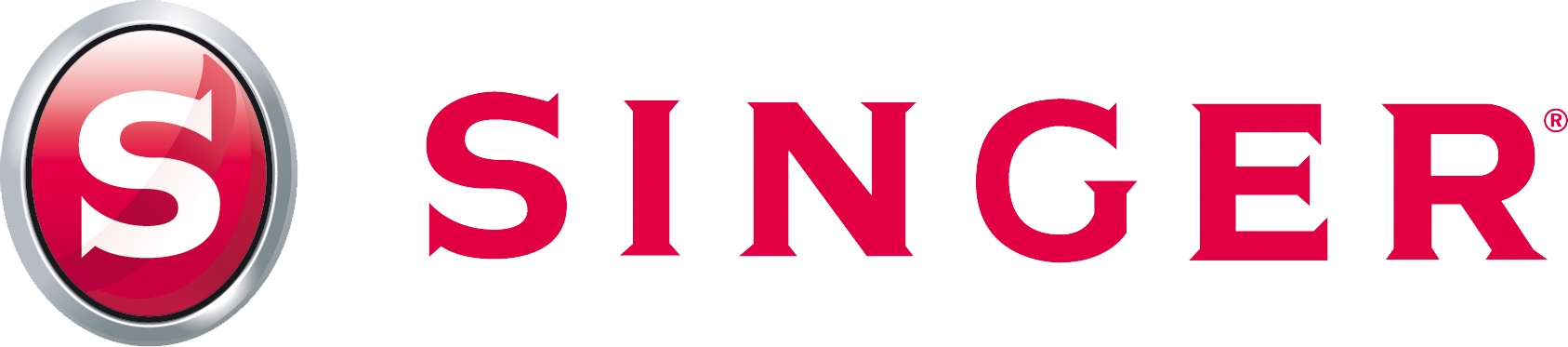
Logo actuel

## Galerie

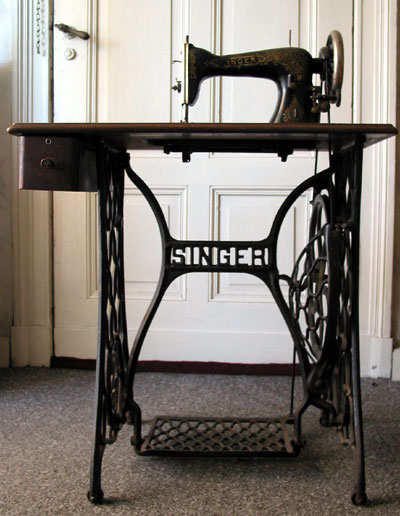
Une machine à coudre Singer.
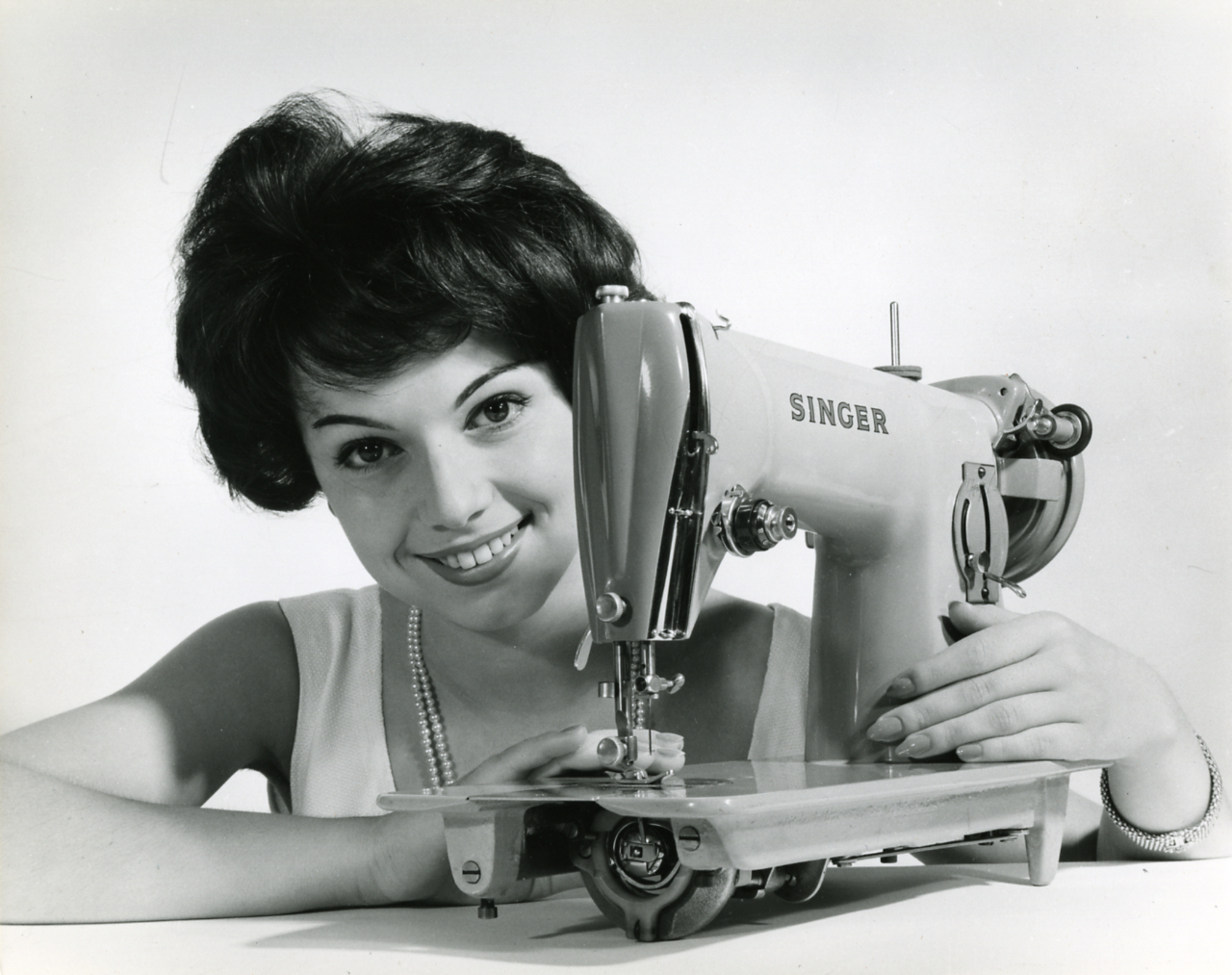
Photo par Paolo Monti, Milan 1963
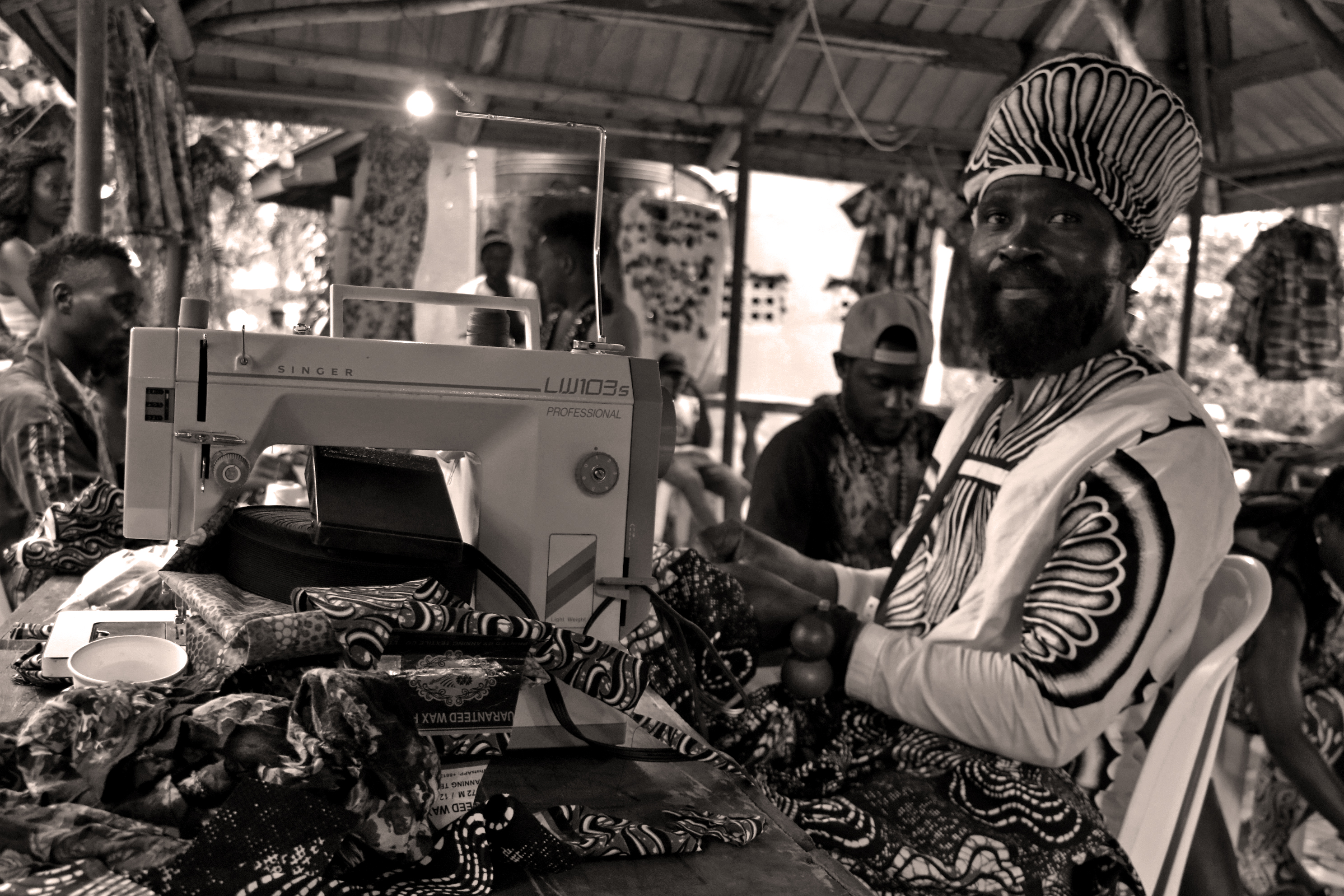
En Ouganda, un tailleur utilise une Singer LW103s.
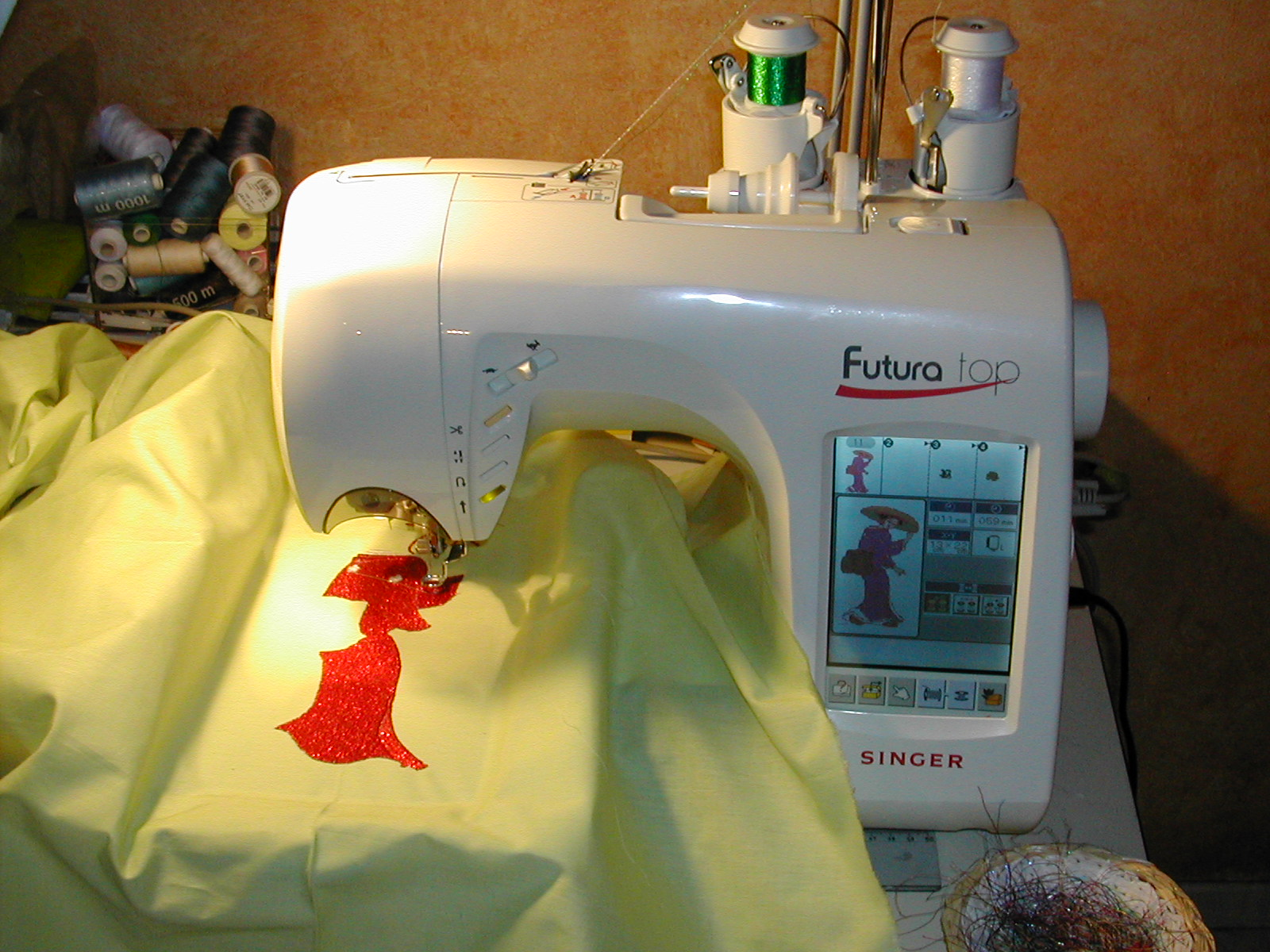
Brodeuse électronique Futura Top